# Vaják (televíziós sorozat)
A Vaják (eredeti cím: The Witcher) 2019-ben indult amerikai–lengyel fantasy-dráma televíziós sorozat, amelyet Lauren Schmidt Hissrich készített a Netflixnek és ami Andrzej Sapkowski Vaják című könyvsorozatán alapul. A sorozat első, nyolc epizódból álló évada 2019. december 20-án vált elérhetővé a Netflixen. Megjelenését megelőzően a készítők bejelentették, hogy a sorozatból berendeltek egy újabb nyolc epizódos évadot. A második évadot 2021. december 17-én mutatták be.

## Rövid történet
Egy fiktív középkori világban Ríviai Geralt, a magányos szörnyvadász, Vengerbergi Yennefer, a nagy hatalmú varázslónő és Ciri cintriai hercegnő rájönnek, hogy közös sorsuk által kapocs van közöttük.

## Szereplők

### Főszereplők
| Színész         | Szereplő                        | Magyar hang                                   | Évad |
| --------------- | ------------------------------- | --------------------------------------------- | ---- |
| Henry Cavill    | Ríviai Geralt                   | Welker Gábor                                  | 1–   |
| Anya Chalotra   | Vengerbergi Yennefer            | Mentes Júlia                                  | 1–   |
| Freya Allan     | Ciri hercegnő                   | Bartus Emese                                  | 1–   |
| Eamon Farren    | Cahir Mawr Dyffryn aep Ceallach | Kenéz Ágoston                                 | 1–   |
| Joey Batey      | Kökörcsin                       | Bercsényi Péter                               | 1–   |
| MyAnna Buring   | Tissaia                         | Bartsch Kata                                  | 1–   |
| Mimî M. Khayisa | Fringilla Vigo                  | Szilágyi Csenge                               | 1–   |
| Anna Shaffer    | Triss Merigold                  | Berkes Boglárka                               | 1–   |
| Royce Pierreson | Istredd                         | Farkas Dénes                                  | 1–   |
| Wilson Mbomio   | Dara                            | Bogdán Gergő                                  | 1–   |
| Mahesh Jadu     | Vilgefortz                      | Szatory Dávid                                 | 1–   |
| Tom Canton      | Filavandrel                     | Miller Zoltán                                 | 1–   |
| Mecia Simson    | Francesca Findabair             | Bogdányi Titanilla Füredi Nikolett (énekhang) | 2–   |
| Kim Bodnia      | Vesemir                         | Sztarenki Pál                                 | 2–   |
| Graham McTavish | Sigismund Dijkstra              | Rosta Sándor                                  | 2–   |
| Cassie Clare    | Philippa Eilhart                | Kis-Kovács Luca                               | 2–   |
| Hugh Skinner    | Radovid herceg                  | Ágoston Péter                                 | 3–   |
| Bart Edwards    | Duny / Emhyr var Emreis császár | Papp Dániel                                   | 1–   |

### Mellékszereplők
| Színész                                    | Szereplő                      | Magyar hang          | Évad |
| ------------------------------------------ | ----------------------------- | -------------------- | ---- |
| Jodhi May                                  | Calanthe királyné             | Mohácsi Nóra         | 1–   |
| Adam Levy                                  | Erszényes                     | Pataki Ferenc        | 1–   |
| Björn Hlynur Haraldsson                    | Eist király                   | Barabás Kiss Zoltán  | 1.   |
| Lars Mikkelsen                             | Stregobor                     | Hegedűs D. Géza      | 1–   |
| Therica Wilson-Read                        | Sabrina                       | Hábermann Lívia      | 1–   |
| Shaun Dooley                               | Temeriai Foltest király       | Szabó Sipos Barnabás | 1–   |
| Terence Maynard                            | Artorius Vigo                 | Schneider Zoltán     | 1–   |
| Fekete Judit                               | Bruggei Vanielle              | Czifra Krisztina     | 1.   |
| Paul Bullion                               | Lambert                       | Mészáros Béla        | 2.   |
| Yasen Atour                                | Coën                          | L. Nagy Attila       | 2.   |
| Ania Marson                                | Voleth Meir                   | Menszátor Magdolna   | 2.   |
| Ed Birch                                   | Vizimir király                | Karácsonyi Zoltán    | 2–   |
| Chris Fulton (2. évad) Sam Woolf (3. évad) | Rience                        | Pálmai Szabolcs      | 2–   |
| Aisha Fabienne Ross                        | Lydia van Bredevoort          | Csuha Bori           | 2–   |
| Kaine Zajaz                                | Gage                          | Katona Péter Dániel  | 2–   |
| Robbie Amell                               | Gallatin                      | Czető Roland         | 3–   |
| Safiyya Ingar                              | Keira Metz                    | Pájer Alma Virág     | 3–   |
| Rochelle Rose                              | Margarita "Rita" Laux-Antille |                      | 3–   |

### Vendégszereplők
| Színész             | Szereplő         | Magyar hang         | Évad |
| ------------------- | ---------------- | ------------------- | ---- |
| Emma Appleton       | Renfri hercegnő  | Mikecz Estilla      | 1.   |
| Mia McKenna-Bruce   | Marilka          | Stern Hanna         | 1.   |
| Tobi Bamtefa        | Sir Danek        | Potocsny Andor      | 1.   |
| Maciej Musiał       | Sir Lazlo        | Darvasi Áron        | 1.   |
| Natasha Culzac      | Toruviel         | Kis-Kovács Luca     | 1.   |
| Amit Shah           | Torque           | Karácsonyi Zoltán   | 1.   |
| Julian Rhind-Tutt   | Giltine          | Görög László        | 1.   |
| Gaia Mondadori      | Pavetta királynő | Staub Viktória      | 1–2. |
| Josette Simon       | Eithne           | Kocsis Mariann      | 1.   |
| Trokán Nóra         | Driád Tábornok   | saját hangján       | 1.   |
| Marcin Czarnik      | Ronin Mage       |                     | 1.   |
| Blair Kincaid       | Crach            | Olt Tamás           | 1.   |
| Lucas Englander     | Chireadan        | Rohonyi Barnabás    | 1.   |
| Jordan Renzo        | Deneslei Eyck    | Bergendi Áron       | 1.   |
| Ron Cook            | Borch            | Fodor Tamás         | 1.   |
| Jeremy Crawford     | Yarpen Zigrin    | Némedi Árpád        | 1–   |
| Ella-Rae Smith      | Fola             | Márkus Luca         | 1.   |
| Francis Magee       | Yurga            | Törköly Levente     | 1.   |
| Anna-Louise Plowman | Zola             | Majsai-Nyilas Tünde | 1.   |
| Frida Gustavsson    | Ma/Visenna       | Sipos Eszter Anna   | 1.   |
| Kristofer Hivju     | Nivellen         | Barát Attila        | 2.   |
| Agnes Born          | Vereena          | Schmidt Sára        | 2.   |
| Basil Eidenbenz     | Eskel            | Ember Márk          | 2.   |
| Nathanial Jacobs    | Everard          | Gábor Dániel        | 2.   |
| Kevin Doyle         | Ba'lian          | Mertz Tibor         | 2.   |
| Niamh McCormack     | Lara Dorren      | Eke Angéla          | 2.   |
| Adjoa Andoh         | Nenneke          | Kocsis Judit        | 2.   |
| Simon Callow        | Codringher       | Harsányi Gábor      | 2.   |
| Liz Carr            | Fenn             | Koltai Judit        | 2.   |
| Rebecca Hanssen     | Meve királynő    | Laudon Andrea       | 2.   |
| Edward Rowe         | Henselt király   | Hamvas Dániel       | 2.   |

### Magyar változat
- Magyar szöveg: Szentmihályi Hunor
- Hangmérnök: Jacsó Bence, Csomár Zoltán
- Vágó: Kajdácsi Brigitta
- Gyártásvezető: Kablay Luca
- Szinkronrendező: Stern Dániel

A magyar szinkront a Mafilm Audio Kft. készítette.

## Epizódok
| Évad | Évad | Epizódok | Epizódok | Eredeti sugárzás kezdete | Eredeti sugárzás kezdete | Eredeti sugárzás vége | Eredeti sugárzás vége | Eredeti adó        | Magyar sugárzás kezdete | Magyar sugárzás kezdete | Magyar sugárzás vége | Magyar sugárzás vége | Magyar adó | Magyar adó |
| ---- | ---- | -------- | -------- | ------------------------ | ------------------------ | --------------------- | --------------------- | ------------------ | ----------------------- | ----------------------- | -------------------- | -------------------- | ---------- | ---------- |
|      | 1.   | 8        | 8        | 2019. december 20.       | 2019. december 20.       | 2019. december 20.    | 2019. december 20.    |                    | 2019. december 20.      | 2019. december 20.      | 2019. december 20.   | 2019. december 20.   |            |            |
|      | 2.   | 8        | 8        | 2021. december 17.       | 2021. december 17.       | 2021. december 17.    | 2021. december 17.    | 2021. december 17. | 2021. december 17.      | 2021. december 17.      | 2021. december 17.   |                      |            |            |
|      | 3.   | 8        | 8        | 2023. június 29.         | 2023. június 29.         | 2023. július 27.      | 2023. július 27.      | 2023. június 29.   | 2023. június 29.        | 2023. július 27.        | 2023. július 27.     |                      |            |            |

### 1. évad (2019)
Az első évad Az utolsó kívánság és A végzet kardja alapján készült.
| Sor. | Év. | Cím                                                                          | Rendező              | Író                     | Premier                               |
| --- | --- | ---------------------------------------------------------------------------- | -------------------- | ----------------------- | ------------------------------------- |
| 1. | 1.  | A vég kezdete (The End's Beginning)                                          | Alik Szaharov        | Lauren Schmidt Hissrich | 2019. december 20. 2019. december 20. |
| Riviai Geralt, egy vaják (mutációk miatt különleges képességekkel rendelkező ember) megküzd egy kikimorával, mielőtt a közeli Blaviken falujába érne. A kocsmában találkozik Renfrivel, a hercegnőből lett útonállóval, akit átkozottnak tartanak. Renfri Stregobort, a varázslót keresi, aki a városban lakik, és aki éppen arra kéri Geraltot, hogy ölje meg Renfrit, amit ő visszautasít. Később az erdőben Renfri is megkeresi Geraltot, és azt kéri, ölje meg Stregobort. Geralt ultimátumot ad neki: hagyja el Blavikent vagy megöli őt. Látszólag ebbe beleegyezik, ám aznap éjjel elcsábítja a vajákot. Mikor Geralt másnap reggel felébred, rájön a tervére, ezért a faluba siet, aminek a piacterén összecsapnak. Mielőtt meghalna, Renfri egy lányról beszél, aki mindig vele lesz, s ő lesz a végzete. Stregobor el akarja vinni Renfri testét boncolásra, amit Geralt megtilt neki. Évekkel később Cintra királyságát megtámadja déli szomszédja, Nilfgaard. Cirilla hercegnőt az utolsó pillanatban elküldi nagyanyja, Calanthe királynő, hogy meneküljön és keresse meg Riviai Geraltot (később kiderül, hogy akkor éppen a palota börtönében fogva tartják). Menekülés közben Cirillát fogságba ejti Cahir, egy nilfgaardi katona - de látván a kastélya lángolását és a városa pusztulását, különleges erő szabadul fel Cirillában, egy visítást ad ki, aminek hála el tud menekülni. Az utolsó kívánság c. könyv A kisebbik rossz c. fejezete alapján. |     |                                                                              |                      |                         |                                       |
| 2. | 2.  | Négy márka (Four Marks)                                                      | Alik Szaharov        | Jenny Klein             | 2019. december 20. 2019. december 20. |
| Yennefert, egy púpos lány Aedirn királyságából, eladnak négy márkáért Tissaia de Vries-nek. Ő Aretuzába viszi őt, hogy kitanítsa varázslónőnek, de rá kell jönnie, hogy képességei nem olyan erősek, mint másoknak. Yennefer összebarátkozik Istreddel, akinek bevallja, hogy félig tünde származású, és ennek köszönhető testi fogyatékossága. Amit nem sejtenek, hogy Tissaia és Stregobor mindkettejüket arra használja, hogy kémkedjenek a másik ellen. Yennefer szemtanúja lesz, ahogy Tissaia három tanoncot angolnává változtat, akiket arra használ, hogy Aretuza mágikus erejét növeljék. Geraltot felbérlik, hogy végezzen egy gabonatolvajjal. A küldetés során elkíséri őt egy Kökörcsin névre hallgató bárd, hogy első kézből tapasztalja meg tetteit. A tolvaj egy mitikus idegen lény, egy szilván, akit nem akar megölni, cserébe azt kéri, hogy távozzon. Leütik őket, és Filavandrel tündekirály házába kerülnek. Geralt arra bátorítja őket, hogy keressenek új hazát és jobb vidéket, mivel az emberek elűzték a fajtájukat. Filavandrelt meghatják a vaják szavai és elengedi őket. Cirillát egy Dara nevű fiú elvezeti egy táborba, ahol menekültek ütöttek tanyát. Amikor Cahir emberei rajtuk ütnek, Dara menti meg a hercegnőt ismét, akiről kiderül, hogy egy tünde. Az utolsó kívánság c. könyv A világ peremén c. fejezete alapján. |     |                                                                              |                      |                         |                                       |
| 3. | 3.  | Az áruló Hold (Betrayer Moon)                                                | Alex Garcia Lopez    | Beau DeMayo             | 2019. december 20. 2019. december 20. |
| Yennefer és Istredd, akik most már szerelmesek, épp befejezik a tréningjüket. Mielőtt beavatottakká válnának, Yennefer lehetőséget kap arra, hogy helyrehozza deformált testét. Stregobor mesterkedésének köszönhetően a lányt Nilfgaardba küldik Aedirn helyett, félig tünde származása miatt. Mikor megtudja, és azt, hogy az információt csakis Istreddtől tudhatták meg, szakít a fiúval, majd termékenysége árán megszabadul testi hibájától. Viselkedésével elnyeri Aedirn uralkodójának tiszteletét, aki magával viszi tanácsadóként. Geralt Temeria királyságába érkezik, ahol állítólag egy szörnyeteg tizedeli az embereket. Foltest király varázslónő tanácsadója, Triss Merigold segítségével rájön, hogy a lény egy striga, aki a király és elhunyt testvére, Adda hercegnő vérfertőző kapcsolatából származik. A király egyik tanácsosa, Ostrit, tudott erről és megátkozta őt, ettől változott a lány szörnyeteggé. Csaliként használva Ostritot, Geralt előcsalogatja a lényt, akivel hosszú és véres küzdelmet folytat, mert tudja, hogy a küzdelemnek hajnalig kell tartania, hogy megtörjön az átok. Cirilla hercegnő révült állapotban egy varázserdő felé veszi az irányt. Az utolsó kívánság c. könyv A vaják c. fejezete alapján. |     |                                                                              |                      |                         |                                       |
| 4. | 4.  | Eljegyzési lakomák, fattyúk és temetések (Of Banquets, Bastards and Burials) | Alex Garcia Lopez    | Declan de Barra         | 2019. december 20. 2019. december 20. |
| Miután három évtizeden át szolgálta Aedirnt, Yennefer éppen kíséri Kalis királynőt, amikor egy bérgyilkos rajtuk üt és végez az uralkodónővel. Yennefer megmenti ugyan Kalis lányát, de a gyermek meghal. Geralt és Kökörcsin elmennek Pavetta hercegnő eljegyzési lakomájára. Egy Urcheon nevű, sisakot viselő lovag a magáénak követeli a kezét, hivatkozva a meglepetés törvényére, ugyanis évekkel azelőtt megmentette a király életét. A lovag átoktól szenved, minek köszönhetően félig ember, félig sündisznó. A király beleegyezne, de a királyné nem, ami feszültséget okoz. Calanthe királynő meg akarja öletni Urcheont, de Pavetta hergegnőből ekkor előtörnek rejtett erői, Geraltnak pedig közbe kell lépnie. Az átok végül megtörik, a pár pedig összeházasodik. Cirilla hercegnőt a Brokilon erdőben driádok fogadják be, de Cahir és egy Fringilla nevű mágus a nyomában vannak. Az utolsó kívánság c. könyv Pénz kérdése c. fejezete és A végzet kardja c. könyv A végzet kardja c. fejezete alapján. |     |                                                                              |                      |                         |                                       |
| 5. | 5.  | Vágyak útján (Bottled Appetites)                                             | Charlotte Brändström | Sneha Koorse            | 2019. december 20. 2019. december 20. |
| Geralt és Kökörcsin egy dzsinnre bukkannak egy tóba rejtett amforában és véletlenül kieresztik. Úgy tűnik, Kökörcsin lett a dzsinn gazdája, de mikor elmondja kívánságait, hirtelen halálos beteg lesz. Geralt elviszi a legközelebbi orvoshoz, aki rájön, hogy csak egy mágus tudja meggyógyítani, így Yenneferhez küldi őket. Yennefer meggyógyítja Kökörcsint, de terve van vele, őt használva próbálja befogni a dzsinnt és visszanyerni termékenységét. Kiderül azonban, hogy Geralt a dzsinn igazi gazdája, így neki lehetnek kívánságai, amiket arra használ, hogy megmentse Yennefert a dzsinntől, ami időközben majdnem megöli. A dzsinn eltűnik, Geralt és Yennefer együtt hálnak. Cahir felbérel egy dopplert, hogy az elfogott Erszényes druida alakját felvéve hozza el Cirilla hercegnőt a Brokilon erdőből. Az utolsó kívánság c. könyv Az utolsó kívánság c. fejezete alapján. |     |                                                                              |                      |                         |                                       |
| 6. | 6.  | Ritka példányok (Rare Species)                                               | Charlotte Brändström | Haily Hall              | 2019. december 20. 2019. december 20. |
| Geraltot és Kökörcsint sárkányvadászatra invitálja Borch és két testőre, Téa és Véa. Yennefer is csatlakozik a csapathoz, törpök és szörnyvadászok társaságában. Miután együtt töltötték az estét, a szörnyvadászok hirtelen távoznak. A törpök egy rövidebb úton keresztül akarják átvinni a csapatot, de egy híd leomlik előttük. Borch csapata feláldozza magát, csak hogy a többiek életben maradjanak. Geralt és Yennefer tisztázzák viszonyukat, mielőtt a sárkány barlangjához érnének. Az állatot holtan találják, tojását Téa és Véa őrzik. Borch leleplezi magát: ő igazából Villentretenmerth, egy aranysárkány. Ötük küldetése az, hogy megvédjék a tojást a szörnyvadászoktól. Geralt felfedi Yennefer előtt, hogy a harmadik kívánsága miatt a végzet összeköti sorsukat. Azt gondolván, hogy kapcsolatuk csak egy kierőszakolt dolog, Yennefer csalódottan távozik. Geralt Kökörcsint vádolja a balsorsa miatt, és közli vele, hogy reméli, soha többé nem találkoznak. Egy évvel később Dara gyanakodni kezd "Erszényesre", így Ciri kérdezősködni kezd, és kiderül, hogy az illető egy imposztor. Darát leüti, Ciri menekülni próbál, ám őt Cahir ejti fogságba. Ekkor kiderül, hogy Ciri az imposztor, összecsap Cahirral, és menekülni próbál. Dara kiszabadítja az igazi Cirit, de féltve a saját biztonságát, otthagyja őt. |     |                                                                              |                      |                         |                                       |
| 7. | 7.  | A bukás előtt (Before a Fall)                                                | Alik Szaharov        | Mike Ostrowski          | 2019. december 20. 2019. december 20. |
| 8. | 8.  | Sokkal többek (Much More)                                                    | Marc Jobst           | Lauren Schmidt Hissrich | 2019. december 20. 2019. december 20. |

### 2. évad (2021)
A második évad Az utolsó kívánság „Egy csepp igazság” című fejezete, a Tündevér és A megvetés ideje eleje alapján készült.
| Sor. | Év. | Cím                                                 | Rendező        | Író                                                                         | Premier                               |
| --- | --- | --------------------------------------------------- | -------------- | --------------------------------------------------------------------------- | ------------------------------------- |
| 9. | 1.  | Egy csepp igazság (A Grain of Truth)                | Stephen Surjik | Declan de Barra                                                             | 2021. december 17. 2021. december 17. |
| Az előző évad végén zajló ütközet után Ciri és Geralt találkoznak a csatamezőn Tissaiával, aki közli velük, hogy Yennefer halott. Ezután továbbutaznak Geralt egy régi barátjához, Nivellenhez, akit egy papnő megátkozott egy templom kifosztásáért, és ezért egy vadkanszerű lénnyé változott. Geralt megvizsgálja a közeli, elhagyatott falut, és rájön, hogy egy bruxa, egy vámpír üldözte el az embereket. Mikor visszatér, azt látja, hogy a bruxa Nivellen vérét issza. Harcol vele és megöli, mire megszűnik Nivellen átka. Mint kiderül, Nivellen beleszeretett a bruxába, és ezért nem tett semmit, amikor az megtámadta a falut, és hogy az átka igazából abból származott, hogy erőszakoskodott a papnővel. Nivellen könyörög Geraltnak, hogy ölje meg őt, de a vaják megtagadja ezt. Eközben Aretuzában Tissaia megkínozza Cahirt, hogy információkat szedjen ki belőle Nilfgaardról. Yennefer, aki igazából nem halt meg, most Fringilla fogságába esik, és Cintra felé indul, ám útközben elrabolják őket. |     |                                                     |                |                                                                             |                                       |
| 10. | 2.  | Kaer Morhen (Kaer Morhen)                           | Stephen Surjik | Beau DeMayo                                                                 | 2021. december 17. 2021. december 17. |
| Yennefert és Fringillát Filavander fogta el, aki Francesca Findabair, a tünde varázslónő elé viszi őket. Francesca meg akarja öletni őket, míg Filavander szerint életben kellene maradniuk, mert hasznukat vennék itt, az emberek erdejében. A tündék Francesca parancsára ásatásokat végeztek egy romos monolit közelében, a varázslónőnek ugyanis látomásai voltak egy fehérköpenyes alakról, akiről úgy hiszi, hogy a varzslónő Ithlinne. Yennefer és Fringilla is hasonló álmokat látnak, de az ő álmaikban vörös és fekete köpenyes az alak. Mikor Filavander ezt megtudja, és azt, hogy az ásatás során találtak valamit, úgy dönt, felhasználja őket. Egy titkos alagútba érnek, ahol egy szöveg felolvasását követően egy mágikus út nyílik, egyenest egy erdő közepi kunyhóhoz. A három varázslónő itt találkozik a Halhatatlan Anyával, aki különféle alakokban jelenik meg előttük: Yennefer a fiatal Tissaiát látja, Fringilla Emhyr császárt, Francesca pedig Ithlinne-t. Mindhármuk számára egy utat mutat, amin végighaladva elérhetik legtitkosabb vágyukat. Miután elengedi őket, Fringilla és Francesca egy tünde-nilfgaardi szövetséget akarnak alakítani, Yennefer bolondoknak nevezi őket, és meg akarja őket állítani, ám döbbenten veszi észre, hogy elvesztette varázserejét. Eközben Geralt és Ciri megérkeznek Kaer Morhenbe, ahol találkoznak a többi vajákkal. Egyikük, Eskel, későn érkezik, és egy lesi levágott karját hozza magával. Miközben a vajákok örömlányok társaságában ünnepelnek, a medáljaik rezonálni kezdenek. Eskelt ugyanis megfertőzte a lesi, és ő is eggyé változik, ami egyébként lehetetlen kellene, hogy legyen. Eskel segítséget akart kérni, ezért jött, de végül képtelen volt irányítani a lesit, ami Vesemirre támad. Geralt így kénytelen megölni őt. Felfedezve, hogy a világban már Kaer Morhen se biztonságos hely, Geralt kardvívásra kezdi oktatni Cirit. |     |                                                     |                |                                                                             |                                       |
| 11. | 3.  | Ami elveszett (What Is Lost)                        | Sarah O’Gorman | Tévéjáték: Lauren Schmidt Hissrich és Clare Higgins Történet: Clare Higgins | 2021. december 17. 2021. december 17. |
| 12. | 4.  | A redaniani titkosszolgálat (Redanian Intelligence) | Sarah O’Gorman | Sneha Koorse                                                                | 2021. december 17. 2021. december 17. |
| 13. | 5.  | Fordíts hátat (Turn Your Back)                      | Ed Bazalgette  | Haily Hall                                                                  | 2021. december 17. 2021. december 17. |
| 14. | 6.  | Kedves barátom... (Dear Friend)                     | Louise Hooper  | Matthew D’Ambrosio                                                          | 2021. december 17. 2021. december 17. |
| 15. | 7.  | Voleth Meir (Voleth Meir)                           | Louise Hooper  | Mike Ostrowski                                                              | 2021. december 17. 2021. december 17. |
| 16. | 8.  | Család (Family)                                     | Ed Bazalgette  | Lauren Schmidt Hissrich                                                     | 2021. december 17. 2021. december 17. |

### 3. évad (2023)
| Sor. | Év. | Cím | Rendező         | Író                               | Premier                           |
| ---- | --- | --- | --------------- | --------------------------------- | --------------------------------- |
| 17.  | 1.  | Shaerrawedd (Shaerrawedd)                                                                                | Stephen Surjik  | Mike Ostrowski                    | 2023. június 29. 2023. június 29. |
| 18.  | 2.  | Különböző utakon (Unbound)                                                                               | Stephen Surjik  | Tania Lotia                       | 2023. június 29. 2023. június 29. |
| 19.  | 3.  | A találkozás (Reunion)                                                                                   | Gandja Monteiro | Haily Hall                        | 2023. június 29. 2023. június 29. |
| 20.  | 4.  | A meghívás (The Invitation)                                                                              | Gandja Monteiro | Rae Benjamin                      | 2023. június 29. 2023. június 29. |
| 21.  | 5.  | A megtévesztés művészete (The Art of Illusion)                                                           | Loni Peristere  | Clare Higgins                     | 2023. június 29. 2023. június 29. |
| 22.  | 6.  | Mindenkinek van terve, amíg be nem húznak nekik (Everybody Has a Plan 'til They Get Punched in the Face) | Loni Peristere  | Javier Grillo-Marxuach            | 2023. július 27. 2023. július 27. |
| 23.  | 7.  | Csöbörből vödörbe (Out of the Fire, Into the Frying Pan)                                                 | Bola Ogun       | Matthew D'Ambrosio                | 2023. július 27. 2023. július 27. |
| 24.  | 8.  | A káosz ára (The Cost of Chaos)                                                                          | Bola Ogun       | Mike Ostrowski & Troy Dangerfield | 2023. július 27. 2023. július 27. |

## Gyártás

### Kidolgozás
2017 decemberében arról számoltak be, hogy Lauren Schmidt Hissrich lesz a sorozat alkotója. 2018 januárjában beszámoltak arról, hogy a kísérleti epizód forgatókönyve elkészült. 2018 áprilisában Lauren Schmidt Hissrich elmondta, hogy az első évad 8 részes lesz, és Közép-Európában lesz forgatva.
Eredetileg 2017-ben jelentették be, hogy Andrzej Sapkowski kreatív tanácsadóként fog dolgozni a sorozatban, de 2018 januárjában Sapkowski még visszautasította a közvetlen részvételt. Ugyanakkor 2018 áprilisában találkozott Schmidt Hissrichrel, és 2018 májusában bejelentette, hogy Sapkowski a projekt kreatív csapatához csatlakozik. Alik Szaharov lesz a rendező és Andrew Laws a produkciós tervező a sorozatban.
2018 szeptemberében bejelentették, hogy Henry Cavill fogja játszani Rivia Geralt-ját. Cavill azt mondta, elérte a legjobb fizikai alakját a szerepért.
2018 októberében bejelentették a szereplők nagy részét. A gyártás bizonyos pontján Marilka szerepét Mia McKenna-Bruce-nak adták oda.
2019. november 13-án a Netflix bejelentette, hogy jön a második évad.

### Forgatás
Az első évad forgatása 2018. október 31-én kezdődött Magyarországon, Tatán. 2019 márciusában a Kanári-szigeteken, Gran Canariaban folytatták és néhány jelenetet terveztek La Palma és La Gomera szigetein is forgatni. 2019 áprilisában Ted Sarandos elmondta a befektetőknek, hogy a sorozat 2019 végén fog debütálni. Az első évad fő forgatása 2019 májusáig tartott.

### Magyar vonatkozások
A sorozatban több magyar forgatási helyszín is felismerhető, ilyen többek között  a Gánti Bauxitföldtani Park, a Vajdahunyad vára, a Kiscelli Múzeum, a komáromi erődrendszer, a pilisborosjenői "egri vár", a tatabányai Szelim-lyuk, a tatai Öreg-vár és a szentendrei Skanzen. A sorozat számos mellék- és epizódszereplőjét magyar színészek alakítják, Trokán Nóra egy driádot, Fekete Judit Vanielle of Brugge varázslónőt, Haumann Máté egy nilfgaardi marsallt alakít, de feltűnik többek között Árpa Attila, Kembe Sorel és Köleséri Sándor is.

## Megjelenés
A Netflix 2019 július 19-én bemutatta a sorozat előzetesét a San Diego Comic-Con alatt. Az első teljes előzetes a Lucca Comics & Games-en jelent meg 2019. október 31-én. 2019. december 12-én jelent meg az utolsó előzetes a Netflix oldalán.
A sorozat korai bemutatója 2019. december 18-án volt a Służewiec versenypályán Varsóban. A sorozat 2019. december 20-án jelent meg a Netflixen.